# Rifargia muscosa
Rifargia muscosa är en fjärilsart som beskrevs av Paul Dognin 1905. Rifargia muscosa ingår i släktet Rifargia och familjen tandspinnare. Inga underarter finns listade.